# Michel Sauthier
Michel Sauthier (født 17. februar 1966) er en schweizisk tidligere fodboldspiller (forsvarer) og -træner. 
Sauthier spillede én kamp for det schweiziske landshold, en venskabskamp mod Emiraterne 26. januar 1992.
På klubplan spillede Sauthier hele sin karriere i hjemlandet, hvor han repræsenterede henholdsvis Sion og Servette. Han vandt det schweiziske mesterskab med begge klubber.

## Titler
Schweizisk mesterskab
- 1992 med Sion
- 1994 med Servette

Schweizisk pokal
- 1986 og 1991 med Sion